# 克布里
10°29′32″N 0°59′59″E / 10.49222°N 0.99972°E

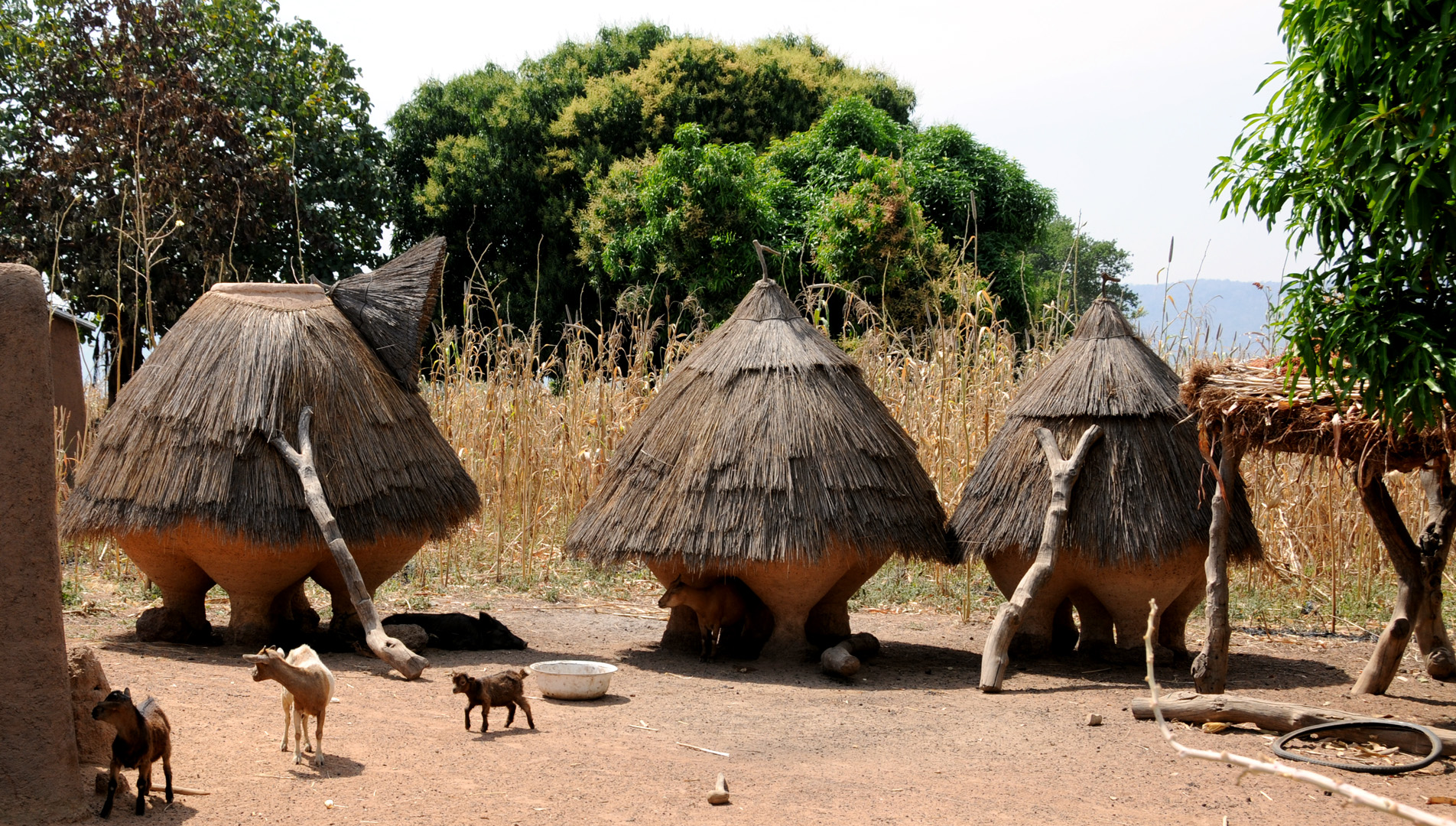
克布里

克布里（法語：Cobly）是貝寧的城鎮，位於該國西北部，由阿塔科拉省負責管轄，距離科托努645公里，面積825平方公里，2013年人口67,603，人口密度每平方公里82人。